# Fébronianisme

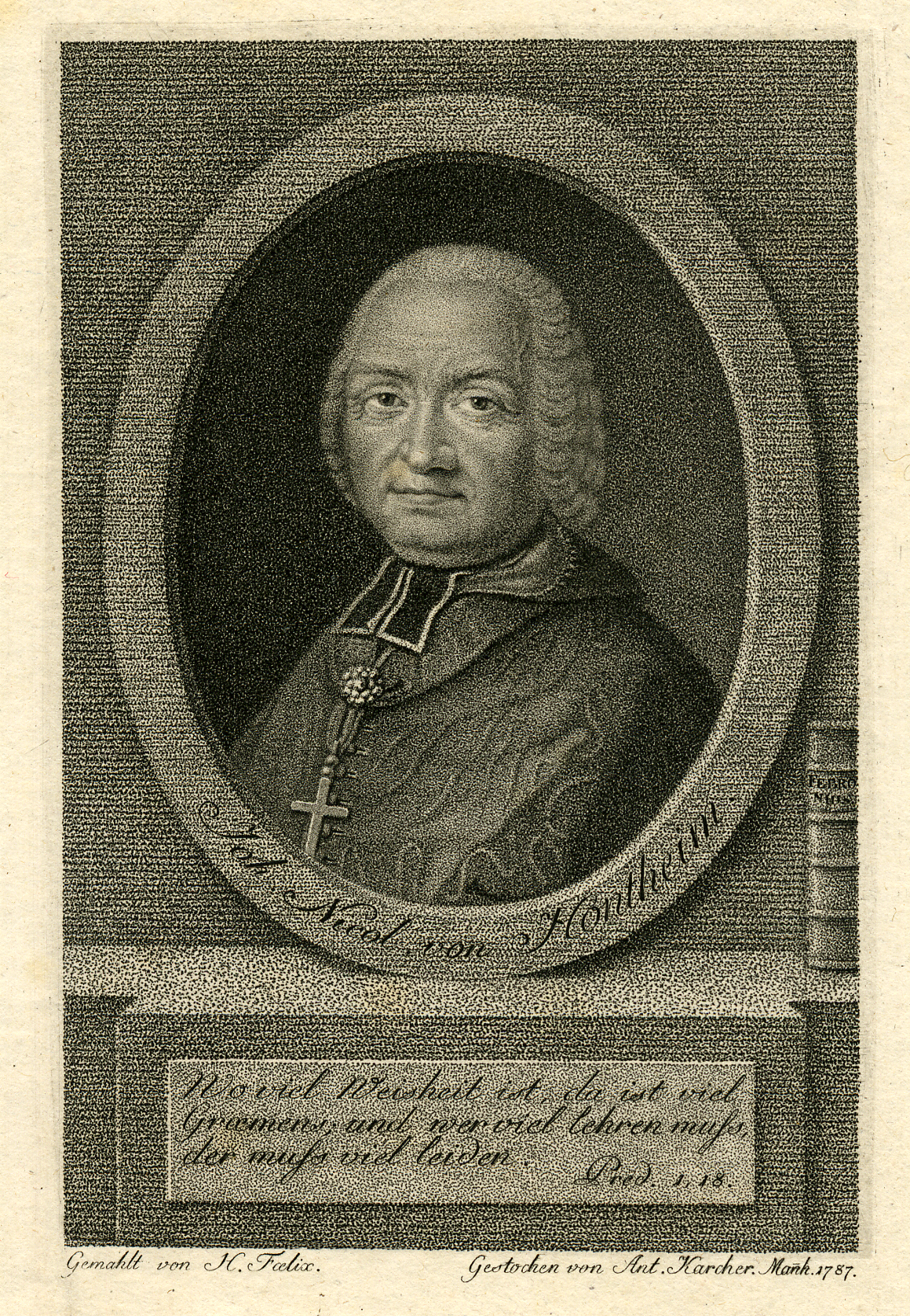
Johann Nikolaus von Hontheim, aussi connu sous le pseudonyme de Justinus Febronius, promoteur d'une doctrine à laquelle on donnera le nom de "fébronianisme".

Le fébronianisme est un système politico-ecclésiastique qui a eu une très grande influence dans le dernier tiers du XVIIIe siècle. Il a été exposé par Johann Nikolaus von Hontheim, évêque auxiliaire de Trèves, sous le pseudonyme Justinus Febronius, dans son travail intitulé : Justini Febronii Juris consulti de Statu Ecclesiæ et legitima potestate Romani Pontificis Liber singularis ad reuniendos dissidentes in religione christianos compositus, Bullioni apud Guillelmum Evrard, 1763, publié par Esslinger à Francfort-sur-le-Main. 
Prenant comme base les principes gallicans qu'il avait appris auprès du canoniste Van Espen pendant qu’il poursuivait ses études à l'université de Louvain, Hontheim s'en éloigna pour aboutir à un radicalisme qui laissa loin derrière lui le gallicanisme traditionnel. Il développa ainsi une théorie de l’organisation ecclésiastique fondée sur la négation de la constitution monarchique de l'Église. Il prétendait ainsi faciliter la réconciliation des autorités protestantes avec l'Église en limitant le pouvoir du Saint-Siège. 

## Vue d'ensemble
Selon Febronius (chap. I), c’est au corps entier de l'Église que le pouvoir des clefs a été confié par le Christ, et il le tient principaliter et radicaliter, même s’il l'exerce par ses prélats, à qui l’on n’a confié que la seule administration de ce pouvoir. C’est ainsi que le pape a bien droit à une certaine primauté mais reste subordonné à l’Église universelle. En tant que symbole de l’unité, gardien et défenseur  des Lois de l’Église, il a bien le droit de proposer des lois et d’envoyer des légats dans les affaires qui regardent sa primauté, sa souveraineté sur l’Église est seulement un principatus, ce n’est pas une juridiction ; elle n’est du domaine que de l’ordre et de la collaboration (ordinis et consociationis). La doctrine ultramontaine de l’infaillibilité pontificale n’a ici aucune utilité. Le fondement de l’Église, c’est l'Épiscopat que tous les évêques partagent en commun, le pape n’est qu’un primus inter pares
Il s'ensuit que le pape est soumis aux conciles universels, qu’il n’est pas le seul avoir droit de convoquer, et les évêques y sont ses collègues (conjudices) et non simplement ses conseillers. Les décrets conciliaires n'ont pas besoin d'être confirmés par le pape qui ne peut pas non plus les changer ; par ailleurs on peut faire appel des décisions papales par un Concile universel. Quant aux droits des papes dans des questions telles que les appels, les cas réservés, ou la confirmation, le transfert et la déposition des évêques, c’est légitimement l’affaire des évêques eux-mêmes dans les synodes provinciaux bien que leurs pouvoirs aient été peu à peu usurpés par la papauté à la suite de manœuvres douteuses, en particulier les Fausses décrétales. 
Pour le bien de l'Église il est donc nécessaire de remettre les choses en l'état où elles se trouvaient avant les Fausses décrétales et de rendre à l'épiscopat son autorité légitime. L'obstacle principal pour y arriver, ce n'est pas le pape lui-même, mais la Curie, que l'on doit combattre de toutes les façons possibles, surtout en éclairant le peuple (primum adversùs abusûs ecclesiasticæ potestatis remedium) et en réunissant des synodes nationaux et provinciaux, dont le fait qu'on les ait abandonnés est la raison principale des maux de l'Église. Si le pape ne veut pas agir sur cette question, c'est aux princes et surtout à l'empereur de le faire en coopération avec les évêques. Ils réuniront des conciles nationaux même contre l'avis des papes, ils ne tiendront aucun compte de son excommunication et, en dernier recours, ils refuseront d'obéir dans les domaines où la papauté a usurpé sa juridiction.

## Accueil des idées de Febronius
Les idées de Fébronius n'avaient que peu d'originalité. En somme elles étaient celles qui avaient déjà été exposées lors des grands conciles généraux de Constance et de Bâle au XVe siècle[réf. nécessaire] ; mais il leur a donné une telle force par la profondeur de ses études qu'elles sont entrées dans l'esprit du temps et qu'elles ont été largement discutées au cours du XVIIIe. 
Le livre, en effet, a été immédiatement condamné à Rome, le 5 février 1764, et par un bref du 21 mai le Pape Clément XIII a ordonné à tous les évêques du Saint-Empire de le faire disparaître. En 1768 Francesco Antonio Zaccaria publia en italien l’Antifebronio, 2 vol. in-4°, et en 1772 il fit paraître l’Antifebronius vindicatus, 4 vol. in-8°, où il réfutait à la fois l’auteur principal, et un de ses défenseurs qui s’était caché sous le nom de Theodorus à Palude. Plus tard Thomas-Marie Mamachi fit paraître des lettres à Febronius, sous ce titre : De ratione regendæ christianæ reipublicæ, deque legitima romani pontificis auctoritate, 1776, 2 vol., où il réfutait les principes de l’auteur allemand.
La condamnation pontificale a reçu un accueil très variable ; dans quelques diocèses l'ordre d'interdire le livre a été ignoré, dans d'autres on a décidé avant d'agir d'attendre les résultats d'un examen impartial, dans d'autres encore (neuf au total) on a immédiatement obéi pour des raisons politiques, et cependant même là le livre interdit est devenu un véritable bréviaire pour les gouvernements.
La doctrine de Fébronius, en fait, s'adaptait exactement aux vues des évêques du Saint-Empire, lesquels dans l'affaire n'étaient nullement désintéressés. On doit rappeler qu'ils étaient à cette époque de grands princes séculiers plutôt que des prélats catholiques. À de rares exceptions près, ils n'avaient nullement l'intention de s'acquitter de leurs devoirs spirituels ; ils se montraient favorables aux Lumières sans bien comprendre d'ailleurs de quoi il s'agissait. En tant que princes d'Empire ils avaient affirmé leur indépendance pratique par rapport à l'empereur ; mais ils s'agaçaient aussi de ce qu'ils considéraient comme une injustifiable ingérence de la Curie dans leurs prérogatives souveraines et ils voulaient établir fermement leur indépendance par rapport au pape lui aussi ; chez eux, en somme, des motifs égoïstes se combinaient avec d'autres plus respectables pour leur faire accepter les théories de Fébronius.
Les dirigeants séculiers pouvaient donner plus franchement leur accord. Même une souveraine dévote comme Marie-Thérèse refusa qu'on interdît Fébronius dans les États des Habsbourg ; son fils, l'empereur Joseph II, appliqua les principes de Fébronius jusqu'au bout et sans le moindre état d'âme. À Venise, en Toscane, à Naples, au Portugal, ils inspirèrent de vigoureux efforts aux despotes éclairés pour réformer l'Église à partir d'en haut ; et ils donnèrent une nouvelle impulsion à l'opposition contre les Jésuites, opposition qui, sous la pression des gouvernements séculiers, culmina avec la suppression de la Société par le pape Clément XIV en 1773. C'est encore Fébronius qui inspira dans leurs décisions deux assemblées de dignitaires ecclésiastiques, toutes deux réunies en 1786. 
Outre le synode réformateur qui se tint à Pistoia sous la présidence de l'évêque Scipione de' Ricci, eut lieu ce que l'on appelle le congrès d'Ems, où se réunirent les délégués des quatre archevêques du Saint-Empire, et qui aboutit, le 25 août, à la fameuse Punctuation d'Ems, qui fut ensuite ratifiée et promulguée par les archevêques. Ce document était le résultat de plusieurs années de conflit entre les archevêques et les nonces apostoliques, conflit né de ce qui était considéré comme une ingérence injustifiable de ces derniers dans les affaires des diocèses du Saint-Empire. En 1769 les trois archevêques-électeurs de Mayence, Cologne et Trèves avaient rédigé en trente articles leurs plaintes contre la Curie et après les avoir soumis à l'empereur Joseph II, ils les avaient expédiés au nouveau pape Clément XIV. Ces articles, quoique Fébronius eût été interdit dans les archidiocèses, étaient complètement "fébroniens" dans leur ton ; en effet, l'évêque von Hontheim lui-même avait pris une part active aux négociations diplomatiques dont ces articles étaient l'aboutissement.
Dans l'élaboration de cette Punctuation il n'a pris aucune rôle actif, mais celle-ci s'inspirait des principes de Febronius. Elle consistait en vingt-trois articles, qui peuvent être récapitulés ainsi : les évêques ont, en vertu de leurs pouvoirs donnés par Dieu, la pleine autorité dans leurs diocèses pour toutes les questions de dispense, d'autorité spirituelle et ainsi de suite ; les bulles du pape, les brefs, comme les décrets des Congrégations romaines ne sauraient avoir de force contraignante dans aucun diocèse tant qu'ils n'ont pas reçu la sanction de l'évêque ; les nonciatures ne doivent plus fonctionner comme elles l'ont fait jusqu'à présent ; le serment d'allégeance au pape exigé des évêques depuis le temps de Grégoire VII doit être modifié afin de le mettre en conformité avec les droits épiscopaux ; annates et honoraires payables pour le pallium et la confirmation doivent être diminués et, au cas où le pallium ou la confirmation serait refusé, les archevêques et les évêques du Saint-Empire doivent pouvoir exercer leur fonction sous la protection de l'empereur ; dans les tribunaux ecclésiastiques de premier et de deuxième degrés (ceux des diocèses et des archidiocèses) les nonces ne doivent pas s'immiscer et, quoiqu'on permette l'appel à Rome sous certaines réserves, on est d'avis qu'il vaudrait mieux fonder dans chaque archidiocèse une cour d'appel suprême qui représenterait le synode provincial ; finalement on prie l'empereur d'user de son influence sur le pape pour assurer la réunion d'un concile national qui remédierait aux abus auxquels le Concile de Trente n'a pas touché. 
Ce manifeste aurait-il conduit à refonder l'Église Catholique de façon durable sur les principes de Febronius ?[Interprétation personnelle ?] Cette question restera sans réponse, puisque la Révolution française ainsi que la période napoléonienne bouleversèrent l'Europe et par conséquent l'Église du Saint-Empire dans les années qui suivirent, empêchant toute réforme majeure pour l'Église Catholique (convocation d'un Concile, etc.).
Plus tard, les auteurs de la déclaration d'Utrecht de 1899 ont pu trouver une source d'inspiration dans les écrits de Febronius.